# Robert Belloni

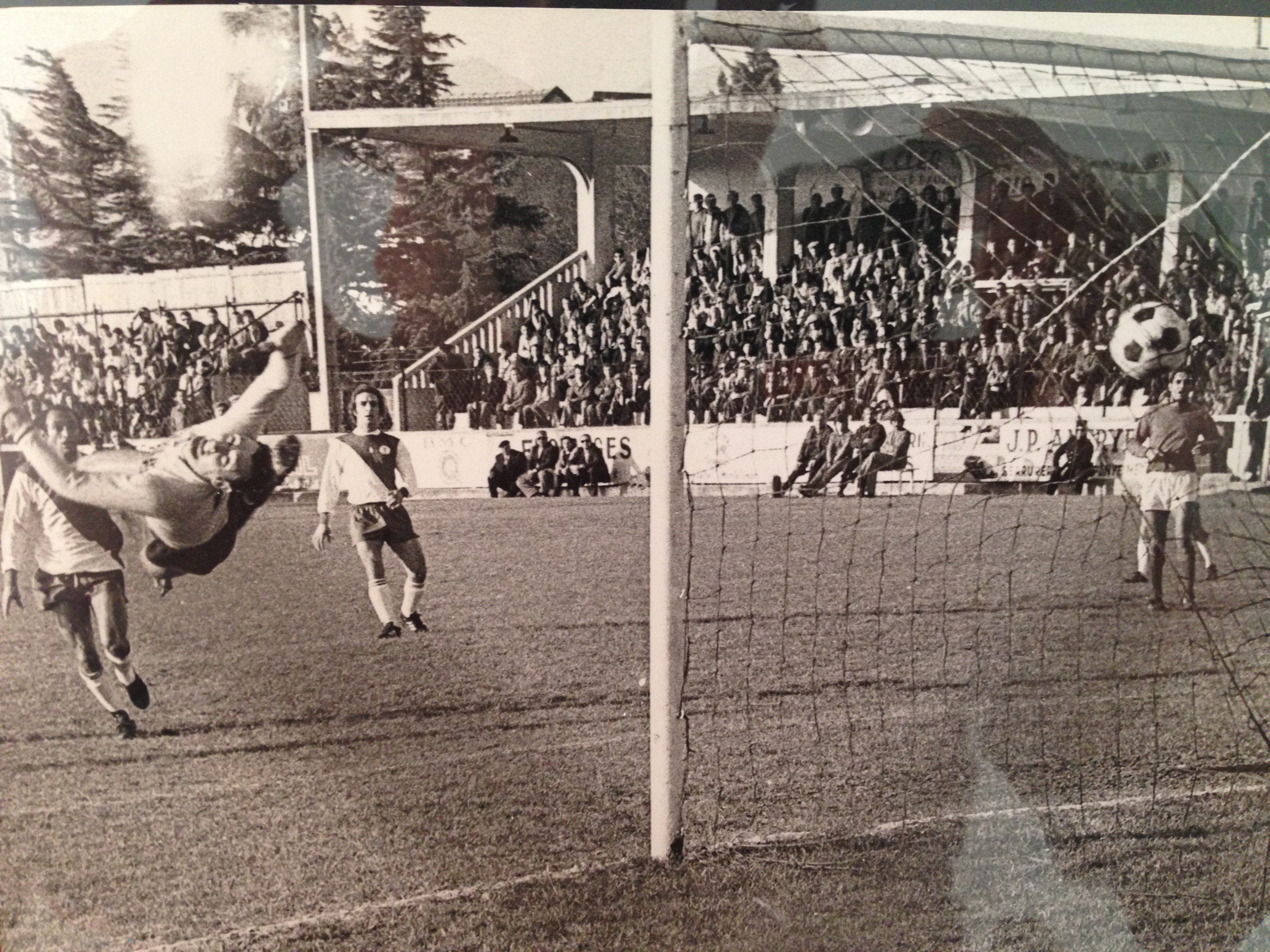
Belloni (2. v.l.; in der Luft) während eines Spiels

Robert Belloni (* 27. Dezember 1940 in Berre-l’Étang; † 28. Februar 2015 in Hyères) war ein französischer Fußballtorwart.

## Karriere
Im Kindesalter trat Belloni 1950 in den CO Berrois aus seiner Heimatstadt Berre-l’Étang ein. Diesem blieb er seine gesamte Jugendzeit hindurch treu und schaffte dort auch den Sprung in den Erwachsenenbereich. 1962 wechselte der Torwart zum FC Hyères, der damals in der höchsten Amateurspielklasse antrat. Zur Saison 1964/65 unterschrieb er beim Zweitligisten Olympique Marseille, war bei diesem allerdings vorrangig für das Reserveteam vorgesehen. Gelegentlich wurde er auch für die Profimannschaft berücksichtigt und kam am 20. September 1964 zu seinem Zweitligadebüt, als er bei einer 0:2-Niederlage gegen die US Boulogne im Tor stand. Insgesamt absolvierte er vier Zweitligabegegnungen, bevor er Marseille im Sommer 1965 wieder verließ.
Ab 1965 zählte er zum Kader der US Montélimar, welche der drittklassigen höchsten Amateurliga angehörte. Er blieb dem Klub langjährig treu und erreichte 1970 mit ihm den Aufstieg in die zweite Liga. Belloni, der auf diesem Niveau in Marseille bereits in geringem Umfang Erfahrung gesammelt hatte, nahm in der nachfolgenden Zeit einen zunächst einen Stammplatz ein. Er schaffte mit der Mannschaft den Klassenerhalt, büßte daran anschließend aber zeitweise seine Rolle als erster Torhüter ein. Diese konnte er sich zurückerkämpfen, musste 1973 mit dem Abstieg als Tabellenletzter allerdings einen erneuten Rückschlag hinnehmen. Für Montélimar hatte er in 66 Partien der zweithöchsten Liga auf dem Platz gestanden.
1974 kehrte er dem Klub aus Montélimar nach insgesamt neun Jahren den Rücken und ging zum im Amateurbereich spielenden FC AS Grenoble, bei dem er für ein Jahr das Tor hütete. Danach wirkte er in Grenoble für diesen und für andere Vereine als Trainer. Belloni starb 2015 im Alter von 74 Jahren an den Folgen einer schweren Erkrankung.